# Argentina na Letních olympijských hrách 1996
Argentina se účastnila Letní olympiády 1996 v americké Atlantě ve 20 sportech. Zastupovalo ji 178 sportovců (131 mužů a 47 žen).

## Medailové pozice
| Medaile | Jméno | Sport    | Disciplína           |
| ------- | --- | -------- | -------------------- |
| Stříbro | Matías Almeyda Roberto Ayala Christian Bassedas Carlos Bossio Pablo Cavallero José Antonio Chamot Hernán Crespo Marcelo Delgado Marcelo Gallardo Claudio López Gustavo López Hugo Morales Ariel Ortega Pablo Paz Héctor Pineda Roberto Sensini Diego Simeone Javier Zanetti Trenér:Daniel Passarella | Kopaná   | turnaj mužů          |
| Stříbro | Carlos Espínola | Jachting | třída mistrál        |
| Bronz   | Pablo Chacón | Box      | váha pérová do 57 kg |